# Juego sexual

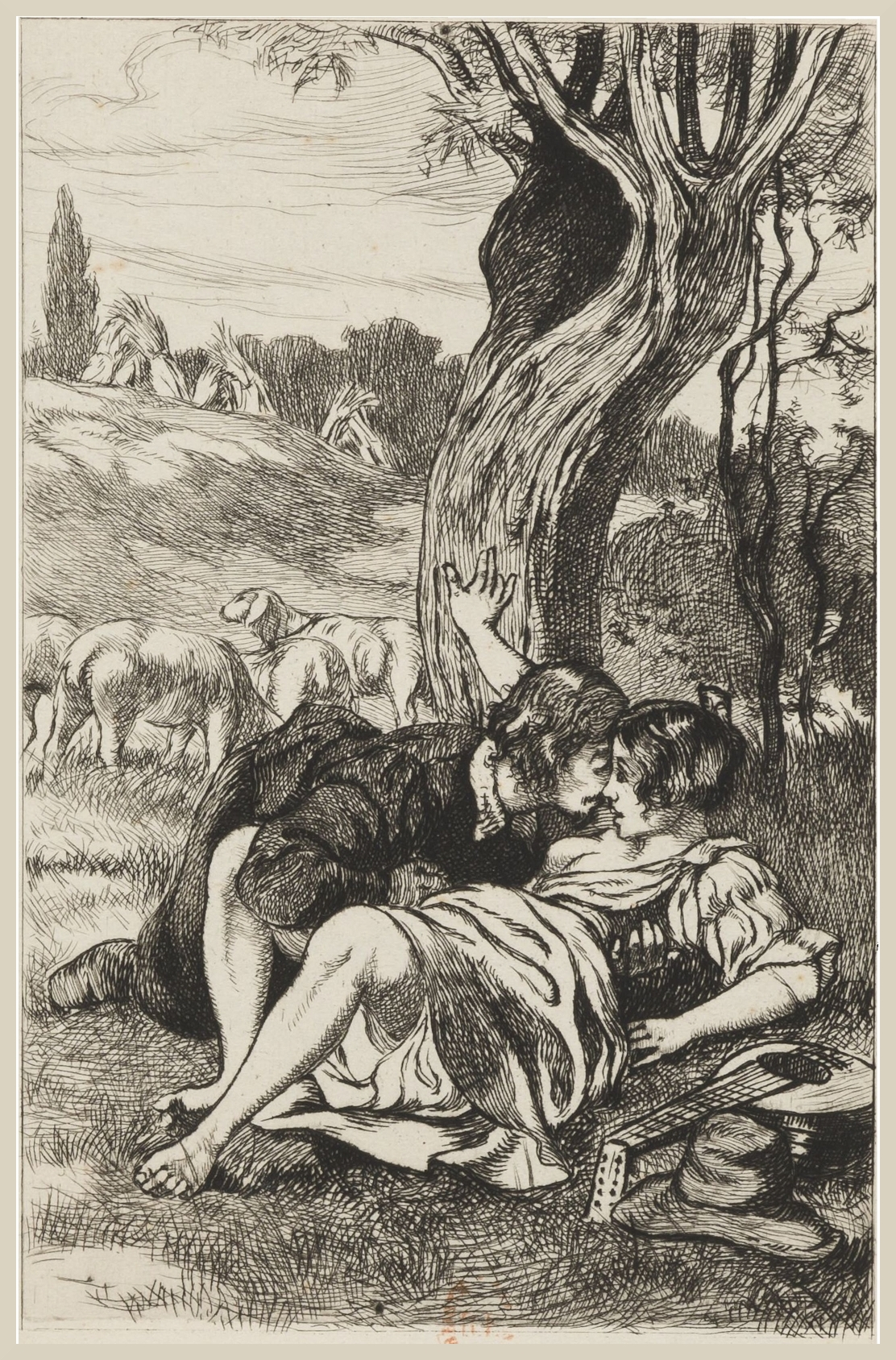
Pintura de Martin van Maële en la que una pareja realiza juegos sexuales.

Se conoce como juego sexual, juego previo o juego preliminar a la serie de preludios del acto sexual. Con estos juegos se desarrolla la excitación de la pareja y la lubricación de los órganos genitales. Estos se pueden categorizar en diferentes prácticas que incluyen estimulación, masturbación, besos y otras, y esta caracterización permite un estudio más preciso. Los juegos sexuales pueden extenderse por unos breves minutos hasta varias horas antes de producirse el acto sexual.
Su variedad es infinita, desde la más leve insinuación mediante palabras —ya sea en vivo como por otros medios (telefónico, radiado, televisivo)—, pasando por miradas o gestos (con los ojos, los labios, las manos), incluyendo un tocamiento o roce por "equivocación" (con las caderas, los senos, los glúteos, las manos), hasta caricias, besos, mordiscos, lamidos, en distintas partes del cuerpo de la pareja; pasando por el aflojar o quitar parte de la vestimenta de la pareja. Otra posibilidad es utilizar distintos tipos de ropa, por ejemplo, lencería o uniformes de enfermera o policía. También se puede agregar algún tipo de juguete sexual. Estos se venden en tiendas especializadas llamadas sex-shops y van desde un par de dados (sexuales) que le indican qué parte del cuerpo de esa persona debe besar o acariciar, hasta un consolador.
A veces, el llevar a cenar a la pareja de forma discreta a un restaurante con categoría puede servir también como previo a cualquier tipo de juego o fantasía sexual. No hay que descartar el sutil regalo de algo imprevisible pero confortador. Con los juegos preliminares se puede conseguir más intimidad entre la pareja y es otra forma de conocerse íntimamente. Algunos sexólogos los recomiendan en parejas maduras que han perdido un poco la pasión entre sus encuentros.

## Juegos preliminares

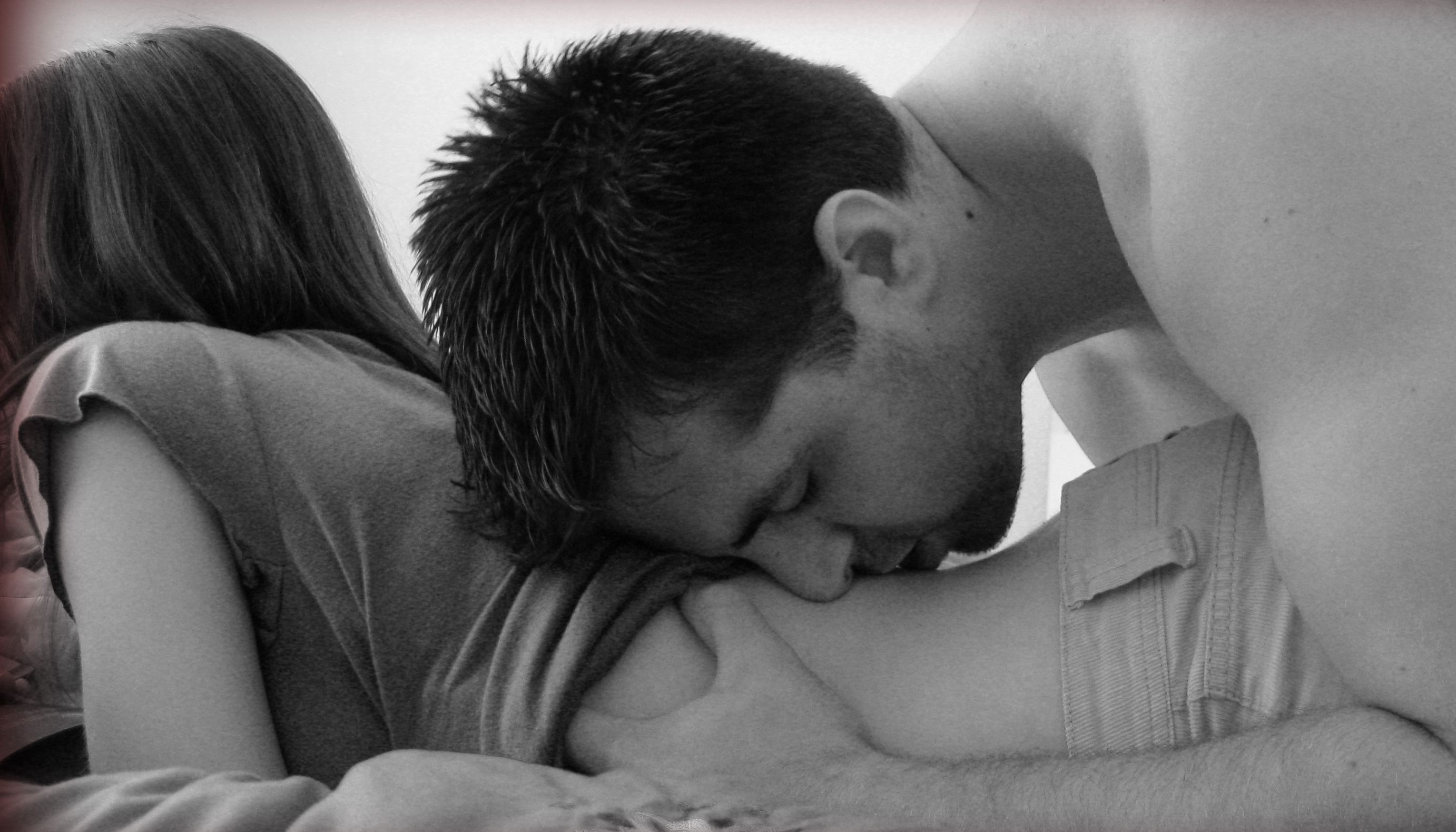
Juego sexual preliminar consistente en besar la espalda de la mujer o los glúteos.

Por lo general los juegos preliminares comienzan cuando una persona le indica a su pareja de alguna manera el deseo de realizar una actividad sexual con ella. Toda acción que crea o incentiva el deseo sexual, interés, estimulación o excitación en una pareja sexual se considera un juego preliminar. El deseo sexual se puede exteriorizar mediante intimidad física, tal como besar, tocar, abrazar o mordisquear a la pareja. La conexión a nivel de la palabra también puede crear interés sexual, como  por ejemplo flirtear, hablar, susurrar o provocar. Por ejemplo, puede ser un gesto no físico que indica la predisposición sexual. El interés sexual se puede indicar y crear mediante la desnudez, por ejemplo si uno de los miembros de la pareja realiza un estriptis y se quita la ropa en forma sensual, o viste una ropa sexualmente sugerente, o creando una atmósfera con una connotación romántica, intima o sexual. El tocar con las manos o con la boca una zona erógena puede indicar un interés sexual, lo mismo que un beso íntimo en la boca, pechos, estómago, nalgas, espalda y zona interior de los muslos u otras zonas del cuerpo. Un beso apasionado o un beso francés por lo general indican interés sexual, como también lo es quitar la vestimenta de la pareja.

## Rol
Los juegos previos son importantes por al menos dos consideraciones, una de las cuales es puramente fisiológica. Por otro lado, los juegos previos implican un cierto nivel de confianza entre la pareja y crean intimidad. Psicológicamente, los juegos previos reducen las inhibiciones y aumentan la intimidad emocional entre la pareja. Físicamente estimula el proceso que produce la excitación sexual. Los juegos previos tienen importantes efectos físicos y psicológicos en las mujeres. Se cree que el mayor problema relacionado con la capacidad de alcanzar orgasmos se resuelve con las técnicas de juego previo adecuadas. Sin embargo, el tema de la eficacia de los juegos previos sigue siendo un tema de discusión. Un ejemplo de esto es un estudio europeo de 2.300 mujeres en Praga que demostró que los juegos previos no son la clave para un acto sexual satisfactorio.
Físicamente, los órganos sexuales de ambos miembros de la pareja reciben más flujo sanguíneo y se excitan. Para las parejas masculinas provoca una erección y para las femeninas provoca una erección del clítoris. Cuando la pareja experimenta excitación sexual durante los juegos previos, sus órganos del placer se vuelven muy sensibles a los estímulos externos, al mismo tiempo que liberan fluidos corporales que lubrican los órganos para prepararlos para el coito. Los eventos físicos mencionados ocurren más fácilmente para la pareja masculina en comparación con la femenina, lo que probablemente se deba a las posibles consecuencias del embarazo y la maternidad. Por esta razón, se ha descubierto que los juegos previos desempeñan un papel clave para las mujeres, como señaló el sexólogo Dr. William Robinson. Sugiere que los hombres pueden tener relaciones sexuales sin juegos previos. Mientras que las mujeres necesitan actos previos más prolongados para estar suficientemente estimuladas y satisfechas.
Psicológicamente, los juegos previos reducen las inhibiciones y aumentan la intimidad emocional entre la pareja. Ambos miembros de la pareja, mientras realizan los juegos previos, pueden tener una experiencia mutua de comprensión y emoción. Esta reciprocidad conduce a una experiencia sexual mejorada para ambos miembros.
Desde una perspectiva biológica, los juegos previos pueden verse como un acto costoso en términos de reproducción (perspectiva del animal macho). Sin embargo, el coste de los juegos previos se vuelve insuficiente cuando se observa a través de la investigación biológica que son una estrategia valiosa para aumentar las tasas de fertilidad. El aumento de las tasas de fertilidad se debe a los efectos físicos y psicológicos antes mencionados que también influyen en los efectos de la hormona neurohipofisaria. Esta hormona es capaz de aumentar la tasa de producción de esperma en los hombres durante actos de juegos previos extensos y, por lo tanto, hace que la pareja femenina tenga más posibilidades de impregnación.

## Investigación
Según una encuesta en parejas heterosexuales sobre la duración de las encuentros y los juegos previos, ninguno de los dos en estas relaciones estaba satisfecho con la duración de los juegos previos en sus relaciones. Esta encuesta muestreó a 152 parejas que tenían principalmente educación universitaria y estaban satisfechas con su vida sexual. En este estudio, y en comparación con algunos estudios más amplios, los hombres percibieron mejor las relaciones sexuales deseadas y la duración de los juegos previos para su pareja. El tiempo promedio dedicado a las relaciones sexuales fue de 7 minutos y 12 minutos en los juegos previos para las parejas de esta encuesta. Otro resultado de esta encuesta fue que la duración de los juegos previos deseados para hombres y mujeres era aproximadamente la misma.
En un estudio global de alrededor de 12 000 personas de 27 países en los 6 continentes, los juegos previos físicos fueron calificados como "muy importantes" para el 63% de los hombres y el 60% de las mujeres.
Según un estudio de personas en relaciones románticas comprometidas, la pornografía y el uso de medios sexuales no desempeñan un papel en la satisfacción con el tiempo dedicado a los juegos previos, aunque otros aspectos de la satisfacción sexual pueden verse afectados por este tipo de medios sexuales. Esto significa que los juegos previos son una parte importante del guion sexual, y las influencias sociales en el guion sexual, como la pornografía y los medios sexuales provocativos, no afectan los juegos previos. El tiempo dedicado a los juegos previos es una parte importante de la excitación sexual y es único para cada individuo, y las personas aún necesitan la misma cantidad de juegos previos para excitarse sexualmente a pesar de lo que aprenden de la pornografía.

## Efectos físicos
Los juegos sexuales hacen que los jugos literalmente fluyan, aumentando la excitación sexual. La excitación provoca una serie de reacciones físicas en el cuerpo, como por ejemplo:
- Aumento de la frecuencia cardiaca, el pulso y la tensión arterial
- Dilatación de los vasos sanguíneos, incluidos los genitales
- Mayor flujo sanguíneo a los genitales, lo que provoca la hinchazón de los labios, el clítoris y el pene
- Hinchazón de los pechos y erección de los pezones
- Lubricación de la vagina, que puede hacer más placenteras las relaciones sexuales y evitar el dolor

## Tántricos
Los preliminares tántricos son el primer paso de la sesión de sexo, según los principios del tantra. El sexo tántrico está en contra de precipitar las cosas con el fin de alcanzar un orgasmo, por lo que los juegos preliminares tántricos son una forma de preparar el cuerpo y la mente para la unión entre los dos cuerpos. Las reglas tántricas dicen que los juegos preliminares deben centrarse en la preparación antes de la relación sexual. Los juegos preliminares tántricos pueden incluir baños sensuales entre los dos miembros de la pareja en un ambiente relajante. También se puede utilizar aceite de fragancia y velas para crear el ambiente.
Los juegos preliminares tántricos sólo consisten en darse tiempo para conectarse espiritualmente y atarse. Mirarse fijamente el uno al otro mientras se está en posición de piernas cruzadas y tocarse las palmas de las manos es una táctica de juegos preliminares habitual utilizada por los practicantes de tantra.
Los juegos preliminares tántricos también pueden incluir masajes tántricos. El masaje que se aplica, según la filosofía tántrica, no es para alcanzar orgasmos, sino para darse placer mutuamente y conectar a nivel espiritual.

## Críticas sobre el término
El término «juegos preliminares», desde a mediados de los años 2000, ha sido criticado por jerarquizar la penetración vaginal sobre otras prácticas (a esta tendencia se le conoce como coitocentrismo) y fomentar la carrera hacia el orgasmo como lo 'principal' de las relaciones sexuales (lo que se conoce como orgasmocentrismo). La socióloga Juliette Rennes indica que «el tríptico 'juegos preliminares - penetración - eyaculación» es una construcción cultural."
En una definición ampliada que no se limita a la penetración (vaginal), los juegos preliminares pueden entenderse como cualquier acto que provoque deseo y aumente la excitación sexual. Esto incluye, por ejemplo, el contacto visual, el flirteo, el intercambio de mensajes sexuales, el uso de determinados tipos de ropa (lencería, etc.), el desvestirse, la creación de un ambiente luminoso u oloroso propicio para un acto sexual.